# Mysmena marplesi
Espèce
Synonymes
- Tamasesia marplesi Brignoli, 1980

Mysmena marplesi est une espèce d'araignées aranéomorphes de la famille des Mysmenidae.

## Distribution
Cette espèce est endémique de Nouvelle-Calédonie.

## Description
La femelle holotype mesure 1,72 mm.

## Étymologie
Cette espèce est nommée en l'honneur de Brian John Marples.

## Publication originale
- Brignoli, 1980 : On few Mysmenidae from the Oriental and Australian regions (Araneae). Revue Suisse de Zoologie, vol. 87, p. 727-738 (texte intégral).